# A Competitive Edge
A Competitive Edge is de twintigste aflevering van het tweede seizoen van het tienerdrama Beverly Hills, 90210, die voor het eerst werd uitgezonden op 23 januari 1992.

## Verhaal
Brandon heeft geen plezier meer in het werken bij de schoolkrant en wil dingen doen die normale jongens van zijn leeftijd ook doen. Hij wordt lid van het atletiekteam, maar komt er via Steve achter dat alle teamleden steroïden gebruiken om beter te presteren, zodat ze in aanmerking komen voor een beurs. Kyle geeft hem de nodige informatie. Brandon komt erachter nog steeds de hart van een journalist te hebben en besluit het stuk via Andrea te publiceren in de krant. De gevolgen zijn dat de trainingen wordt afgelast. De teamleden zijn pissig en uiten hun woede op Brandon en Steve. Brandon weet niet hoe hij zich uit de situatie kan redden zonder Steve te kwetsen.
Ondertussen vindt Steve het maar niks dat Kelly veel om gaat met Kyle en ziet hem dan ook als concurrent. Brenda weet op hetzelfde moment haar broer ervan te overtuigen zijn auto te mogen lenen. Ze staat er om bekend bij de familie een slechte chauffeur te zijn en is dolblij dat Brandon haar vertrouwt. Wanneer ze opbotst tegen een andere auto, zegt ze dan ook niets tegen haar ouders en broer. De vrouw tegen wie ze op heeft gebotst besluit de familie echter aan te klagen, omdat ze er ernstige verwondingen aan heeft overgehouden. Niet veel later komt Brenda erachter dat de vrouw echter een bedriegster is en zelf de botsing heeft veroorzaakt.

## Rolverdeling
- Jason Priestley - Brandon Walsh
- Shannen Doherty - Brenda Walsh
- Jennie Garth - Kelly Taylor
- Ian Ziering - Steve Sanders
- Gabrielle Carteris - Andrea Zuckerman
- Luke Perry - Dylan McKay
- Brian Austin Green - David Silver
- Tori Spelling - Donna Martin
- Carol Potter - Cindy Walsh
- James Eckhouse - Jim Walsh
- David Lascher - Kyle Conners
- Marilyn Rockafellow - Rosemary Winters
- Jim Pirri - Burke Cahill
- Michael Cudlitz - Tony Miller
- Scott Jaeck - Mr. Chapman